# Peter Dunn
Peter Dunn (ur. 29 października 1936 w Manly, zm. 15 marca 2019) – australijski rugbysta uprawiający zarówno odmianę union, jak i league, reprezentant kraju.
W trakcie kariery w rugby union reprezentował klub Manly RUFC zaliczając trzydzieści występów w pierwszym zespole oraz pięćdziesiąt w drużynach rezerw. Został także wybrany do stanowej drużyny Nowej Południowej Walii, dla której rozegrał cztery spotkania.
Powołanie do australijskiej reprezentacji otrzymał w roku 1958, gdy na wyprawę do Nowej Zelandii niedostępna była czwórka ówczesnych Wallabies. Zagrał wówczas we wszystkich trzech testmeczach przeciwko All Blacks, w roku kolejnym rozpoczął oba testmecze z British and Irish Lions rozegrane w ramach ich tournée po Oceanii. Łącznie zatem w reprezentacji kraju wystąpił w pięciu testmeczach, we wszystkich po drugiej stronie młyna znajdował się klubowy partner, Keith Ellis.
Przeszedł następnie do zawodowego rugby league i grał w klubie Collegians z Wollongong.